# Vindefontaine
Vindefontaine ist eine Ortschaft und eine ehemalige französische Gemeinde mit 311 Einwohnern (Stand: 1. Januar 2019) im Département Manche in der Region Normandie. Sie gehörte zum Arrondissement Cherbourg und zum Kanton Sainte-Mère-Église.
Mit Wirkung vom 1. Januar 2016 wurden die  früheren Gemeinde Picauville, Amfreville, Cretteville, Gourbesville, Houtteville und Vindefontaine fusioniert und damit die namensgleiche Commune nouvelle Picauville geschaffen. Die ehemaligen Gemeinden haben in der neuen Gemeinde den Status einer Commune déléguée. Der Verwaltungssitz befindet sich im Ort Picauville.

## Lage
Nachbarorte von Vindefontaine sind Les Moitiers-en-Bauptois im Norden, Cretteville im Osten, Coigny im Südosten, Prétot-Sainte-Suzanne im Süden und Varenguebec im Westen.

## Bevölkerungsentwicklung
| Jahr      | 1962 | 1968 | 1975 | 1982 | 1990 | 1999 | 2008 | 2015 |
| --------- | ---- | ---- | ---- | ---- | ---- | ---- | ---- | ---- |
| Einwohner | 263  | 240  | 251  | 265  | 278  | 273  | 294  | 318  |

## Sehenswürdigkeiten

Kapelle Notre-Dame de la Salette

- Kapelle Notre-Dame de la Salette